# Yuko Yoneda
Yuko Yoneda (jap. 米田祐子 Yoneda Yuko; ur. 8 września 1979) – japońska pływaczka synchroniczna, dwukrotna medalistka olimpijska (Sydney, Ateny), mistrzyni świata. Jej siostra, Yoko, również jest pływaczką synchroniczną.
W 2000 wystartowała w letnich igrzyskach olimpijskich w Sydney. W ich ramach uczestniczyła w rywalizacji drużyn – zawodniczka uzyskała wynik 98,86 pkt, dzięki któremu otrzymała srebrny medal. Cztery lata później wzięła udział w letnich igrzyskach olimpijskich rozgrywanych w Atenach – w rywalizacji drużyn uzyskała wynik 98,501 pkt dający srebrny medal olimpijski.
Począwszy od 1994 roku, czterokrotnie startowała w mistrzostwach świata – medale zdobywała na czempionatach w Rzymie (1 brązowy), Perth (1 srebrny), Fukuoce (1 srebrny) oraz Barcelonie (1 złoty, 1 srebrny).